# Bukit Teukoh
Bukit Teukoh är en kulle i Indonesien.   Den ligger i provinsen Aceh, i den västra delen av landet, 1 600 km nordväst om huvudstaden Jakarta. Toppen på Bukit Teukoh är 24 meter över havet.
Terrängen runt Bukit Teukoh är platt.Runt Bukit Teukoh är det ganska tätbefolkat, med 52 invånare per kvadratkilometer. Omgivningarna runt Bukit Teukoh är en mosaik av jordbruksmark och naturlig växtlighet.